# Mainzer Fastnacht
Mainzer Fastnacht (Carnaval de Mayence) est une rose moderne de type hybride de thé obtenue en 1963 et mise au commerce en 1964 par Mathias Tantau fils, en République fédérale allemande, ; elle est baptisée en l'honneur du carnaval de Mayence. Elle est issue d'un croisement entre 'Sterling Silver' (Fisher, 1957) et un semis au nom inconnu.

## Description
Cet hybride de thé est remarquable par sa couleur rose tirant sur le parme et la lavande, ce qui en fait un obligé de nombreux catalogues du monde entier. 
La forme arbustive de ce cultivar prend un port érigé bien ramifié d'une hauteur de 60 à 150 cm avec une largeur de 60 cm. Ses feuilles sont vert foncé et d'aspect vernissé. Le bouton est large et pointu. Les fleurs doubles sont parfumées, elles possèdent des pétales de grand diamètre et fleurissent généralement en solitaire à la fin du printemps avec des répétitions moindres au cours de la saison.

## Descendance
Ce rosier a donné naissance au sport 'Blue Moon' Climbing (Julie Jacskon, 1978, Australie), forme grimpante de 'Mainzer Fastnacht'. Il a permis aussi l'obtention de 'Blue River' (Kordes, 1983) par croisement avec 'Zorina' ; ainsi que de 'Shi-un' (Suzuki, 1994) par ('Blue Moon' × 'Twilight') × ('Red American Beauty' × 'Happiness').

## Illustrations

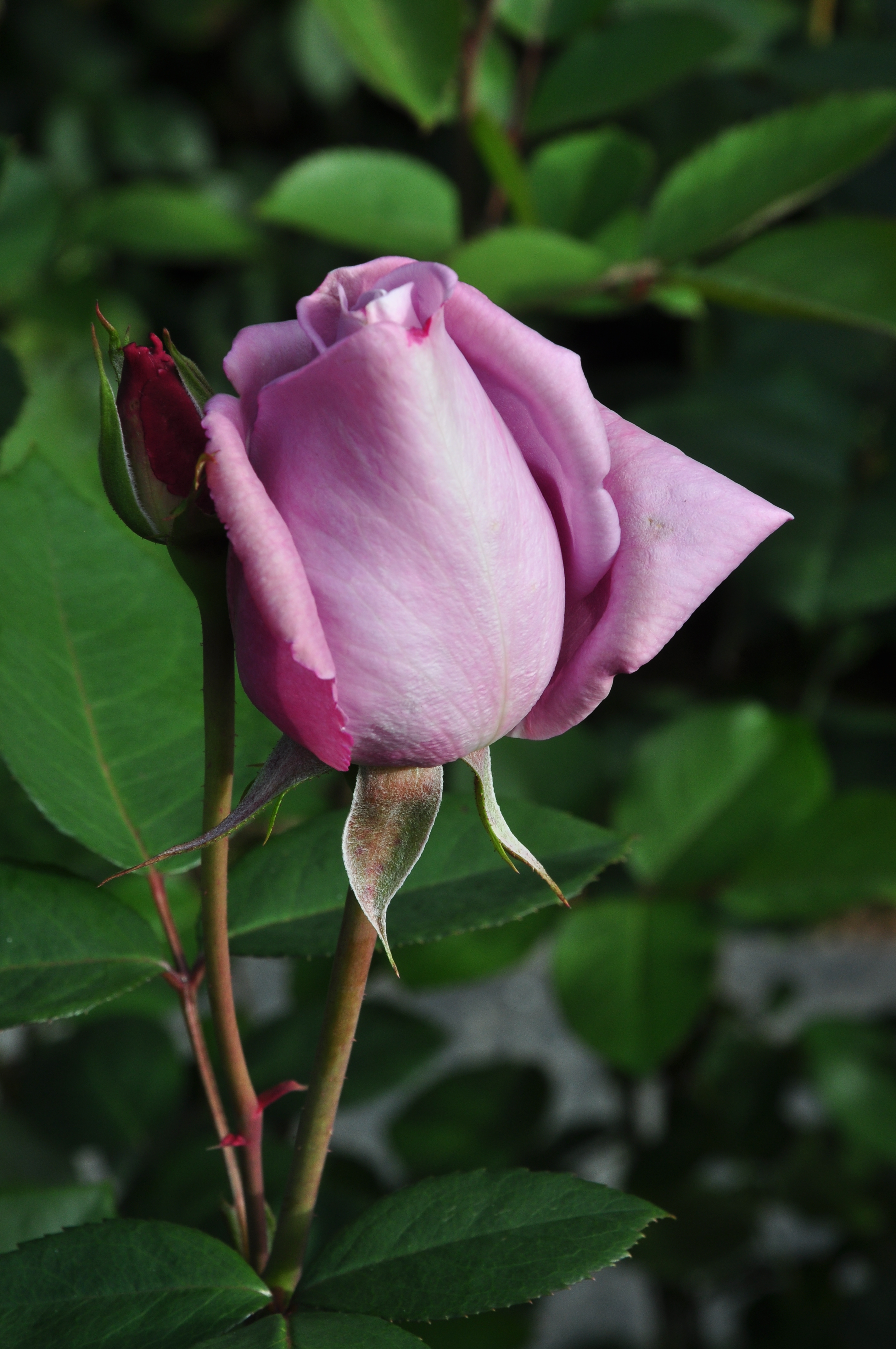
Bouton de 'Mainzer Fastnacht' ('Blue Moon')
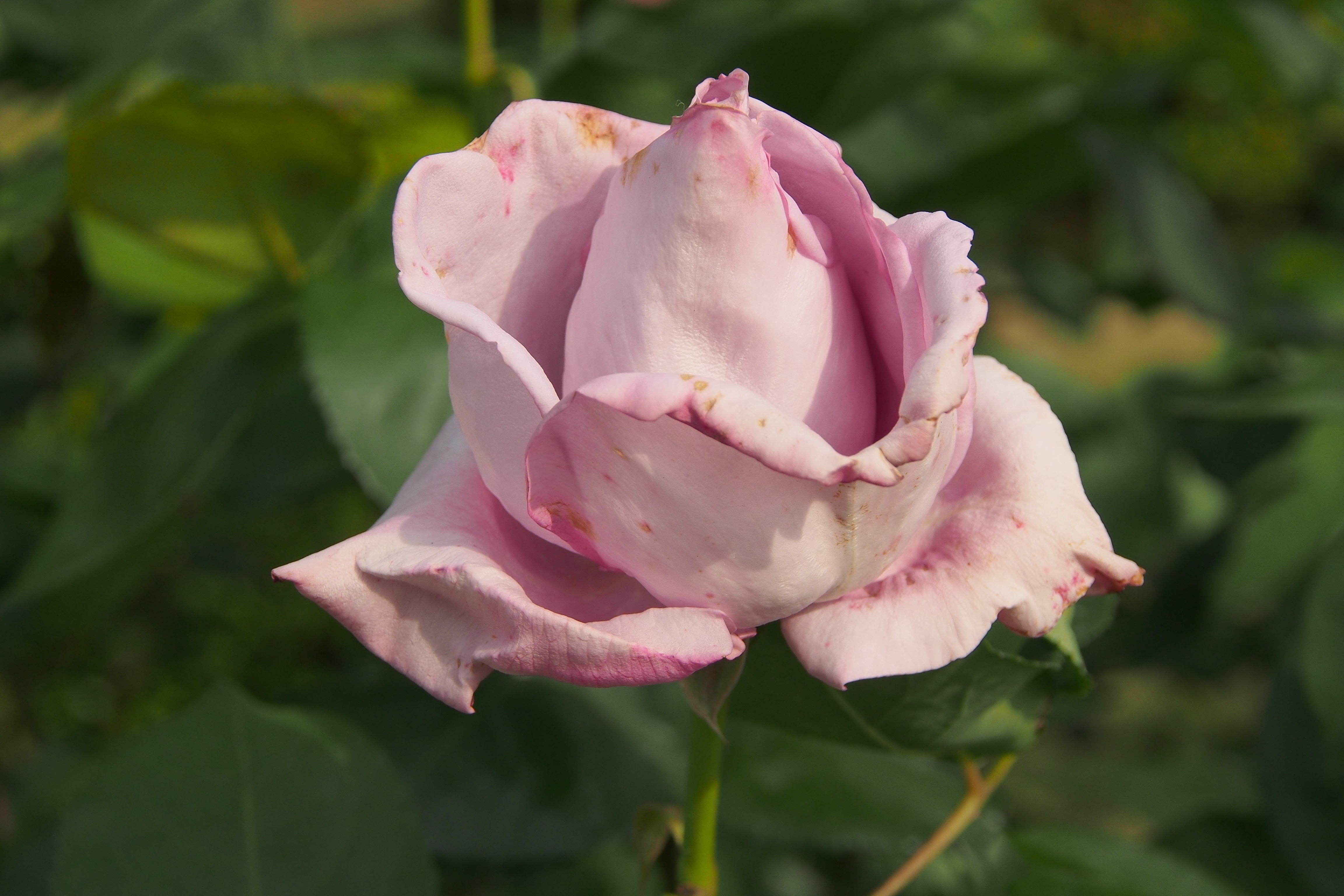
'Mainzer Fastnacht'
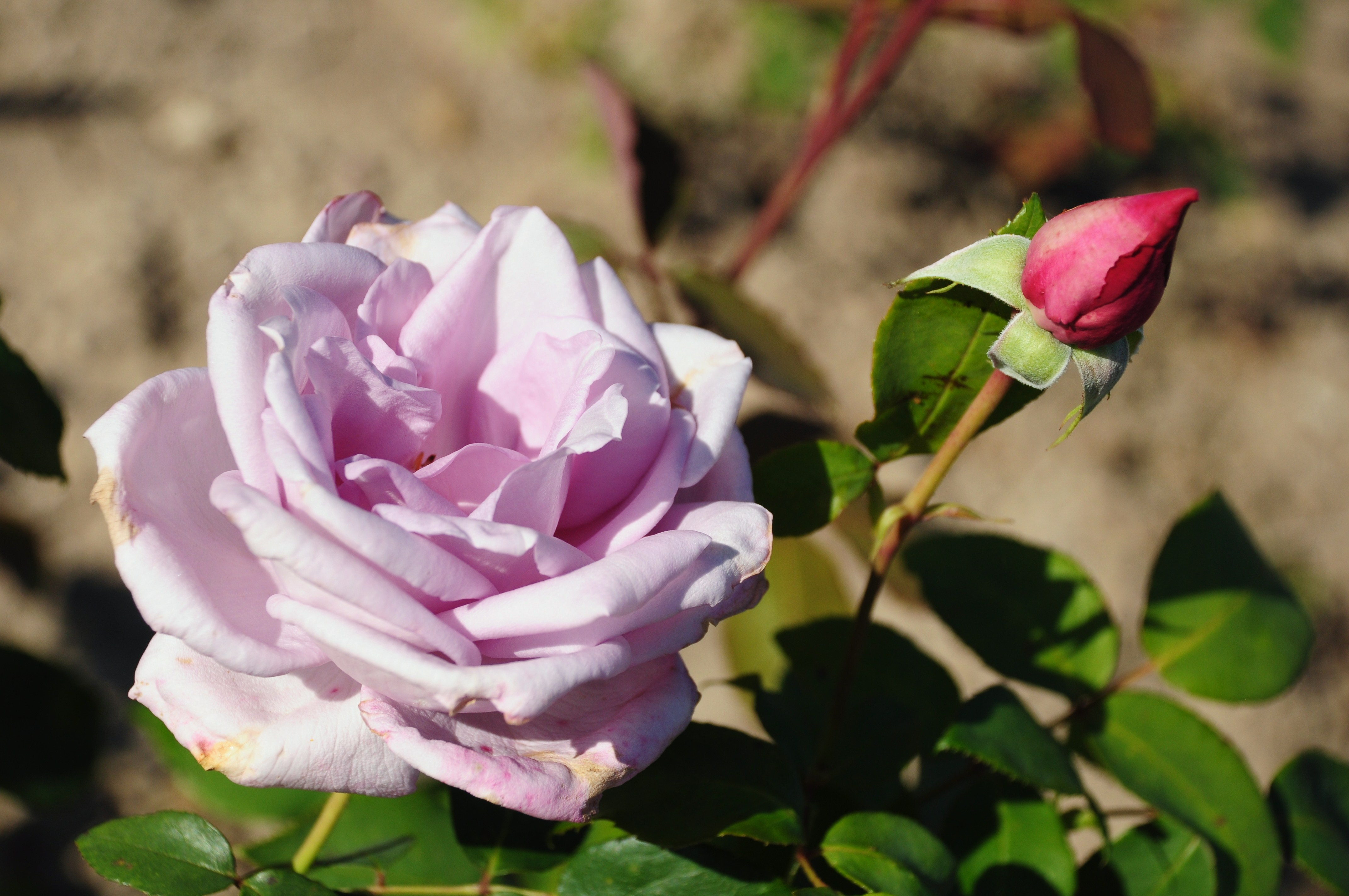
'Mainzer Fastnacht' épanouie
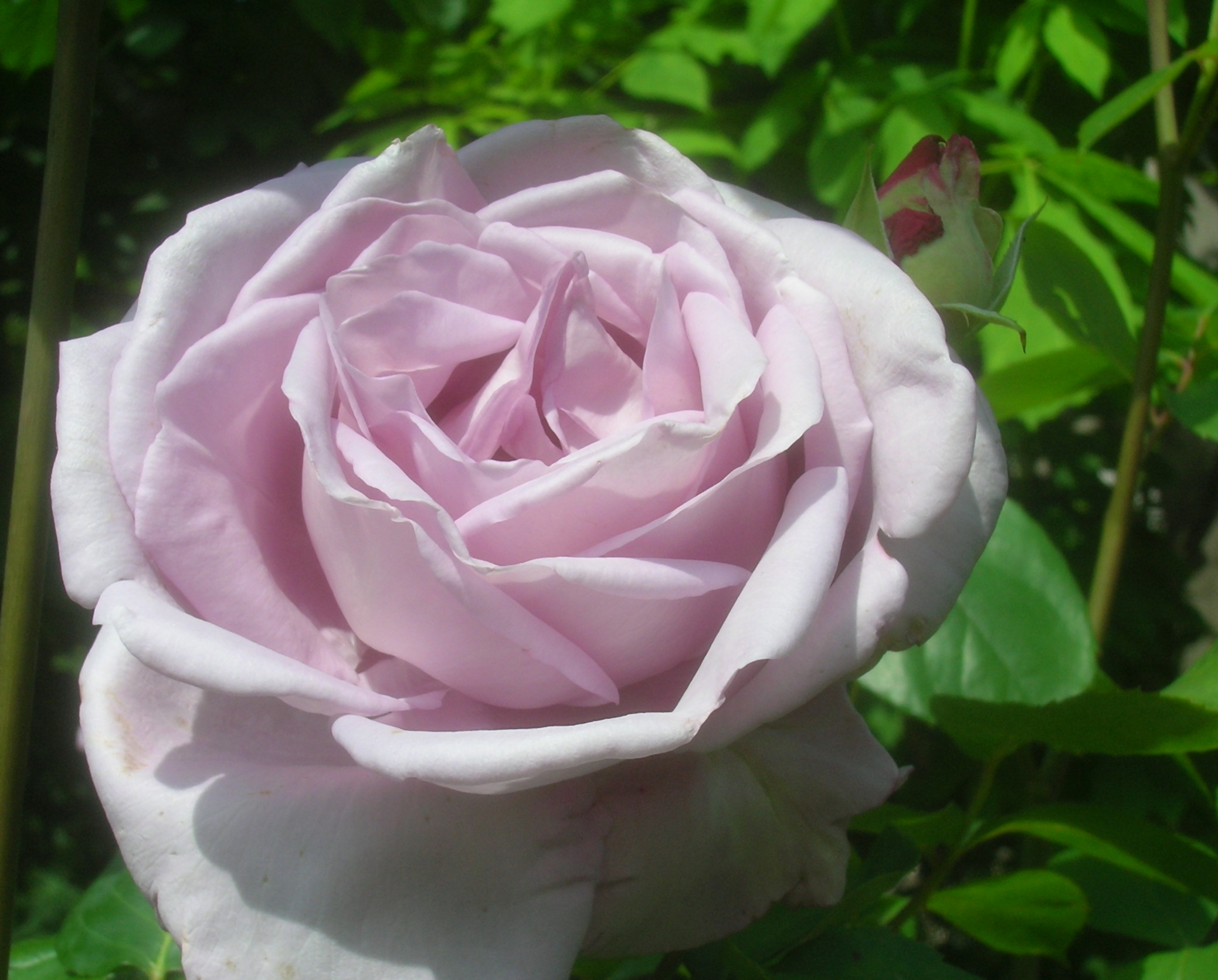
'Mainzer Fastnacht' épanouie

## Distinctions
- ADR 1964